# Európa-tanulmányok
Az Európa-tanulmányok vagy európai tanulmányok számos akadémiai főiskola és egyetem által kínált tanulmányi terület, amely a nyugati civilizáció történetére és a nyugati kultúra fejlődésére, valamint az európai integráció jelenlegi fejleményeire összpontosít.
Egyes programok társadalomtudományi vagy államigazgatási képzéseket kínálnak, amely az Európai Unió működésére összpontosít. Ezek a programok általában a politológia, az EU politikája, az európai történelem, az európai jog, a közgazdaságtan és a szociológia kombinációját tartalmazzák. Más egyetemek tágabban közelítik meg a témát, beleértve olyan témákat, mint az európai kultúra, az európai irodalom és nyelvek. Azok a programok, amelyek az Európai Unió tanulmányozására fókuszálnak, gyakran (összehasonlító szempontból) nemzeti témákat is érintenek.
A tárgy ötvözi a bölcsészet- és társadalomtudományokat. Az európai tanulmányokba bevont tudományágak közé tartoznak a következők:
- Antropológia
- Kulturális tanulmányok
- Közgazdaság
- Európai nyelvek
- Földrajz
- Történelem
- Nemzetközi kapcsolatok
- Jog
- Lingvisztika
- Irodalom
- Filozófia
- Pszichológia
- Politikatudomány
- Szociológia

Míg az európai tanulmányok tanszékei gyakoribbak Európában, mint másutt, másutt is léteznek, beleértve Észak-Amerikát, Ázsiát és Ausztráliát .

## Kapcsolódó szervezetek
- UACES – a Kortárs Európai Tanulmányok akadémiai egyesülete
- Európai Uniós Tanulmányok Szövetsége
- Arbeitskreis Europäische Integration

## Külső hivatkozások
- Tanulmányok az európai civilizációról (EPO)
- Tanulmány a Cseh Köztársaságban
- CIFE – Centre international de formation européenne Archiválva 2018. április 10-i dátummal a Wayback Machine-ben.
- Európai és európai jogi tanulmányok mesterképzése
- Mester felsőfokú európai és nemzetközi tanulmányokból
- Master in EU Studies Online
- Master in European Studies – Irányítás és szabályozás Archiválva 2019. április 3-i dátummal a Wayback Machine-ben.
- Master in European Studies
- Studies in European Societies (MA SES) Archiválva 2023. március 24-i dátummal a Wayback Machine-ben.  </link>